# Castell de Xera
El castell de Xera, en la comarca de la Plana d'Utiel, és una fortalesa d'origen musulmà, que es localitza en un turó situat a un quilòmetre de la població, des del qual es dominava la vall circumdant, el congost de Tormagal i el viari de Requena.

## Descripció
Es tracta d'una construcció de planta quadrangular amb alts murs, torrasses en els cantons i torre de l'homenatge en el centre, totes elles atalutzades i de secció quadrada. Aquestes torres es caracteritzen per la sobrietat de línies, fabricades en tapial i maçoneria.
1. ↑  URL de la referència: https://eduwp.edu.gva.es/patrimonio-cultural/ficha-inmueble.php?id=4258. Data de consulta: 31 desembre 2024.